# Liste der Biografien/Noa
Liste der Biografien |
Portal Biografien |
Personensuche
# |
A |
B |
C |
D |
E |
F |
G |
H |
I |
J |
K |
L |
M |
N |
O |
P |
Q |
R |
S |
T |
U |
V |
W |
X |
Y |
Z |
?
 
Na |
Nb |
Nc |
Nd |
Ne |
Nf |
Ng |
Nh |
Ni |
Nj |
Nk |
Nl |
Nm |
Nn |
No |
Nr |
Ns |
Nt |
Nu |
Nv |
Nw |
Nx |
Ny |
Nz
 
Noa |
Nob |
Noc |
Nod |
Noe |
Nof |
Nog |
Noh |
Noi |
Noj |
Nok |
Nol |
Nom |
Non |
Noo |
Nop |
Nor |
Nos |
Not |
Nou |
Nov |
Now |
Nox |
Noy |
Noz
Die Liste der Biografien führt alle Personen auf, die in der deutschsprachigen Wikipedia einen Artikel haben. Dieses ist eine Teilliste mit 129 Einträgen von Personen, deren Namen mit den Buchstaben „Noa“ beginnt.

## Noa
- Noa, Heinrich (1910–1972), deutscher SS-Hauptsturmführer und verurteilter Kriegsverbrecher
- Noa, Josef (1856–1903), österreich-ungarischer Schachspieler
- Noa, Manfred (1894–1930), deutscher Filmregisseur und Szenenbildner
- Noa, Tavevele (* 1992), tuvaluischer Sprinter
- Noa, Theodor (1891–1938), deutscher evangelischer Pfarrer

### Noac
- Noack, Alfred (1833–1895), italienischer Fotograf sächsischer Herkunft
- Noack, Andreas (* 1965), deutscher Politiker (SPD), MdLAndreas Noack (* 1965)

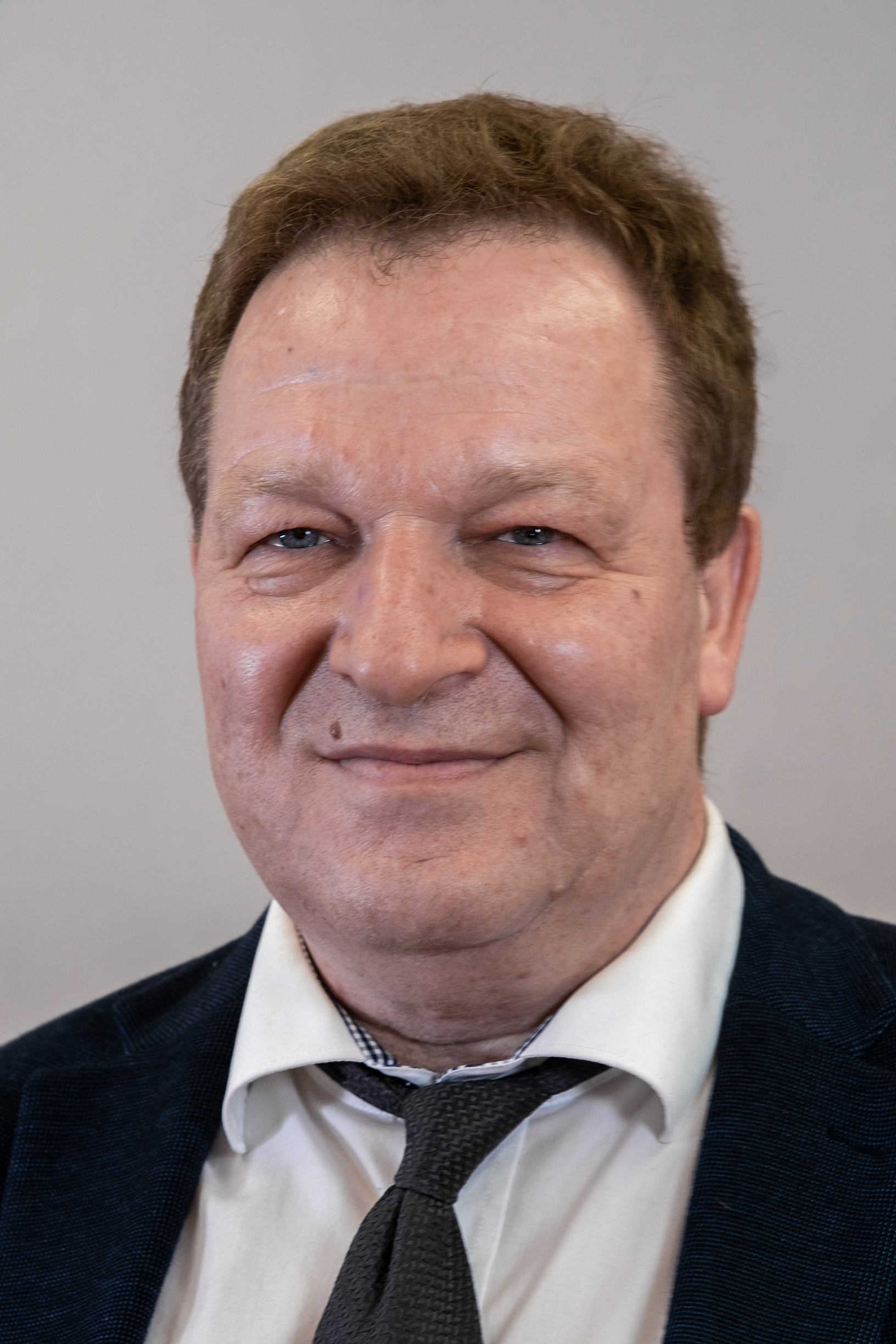
Andreas Noack (* 1965)

- Noack, Angelika (* 1952), deutsche Olympiasiegerin im Rudern
- Noack, August (1822–1905), deutscher Kunstmaler
- Noack, August (1857–1926), Landtagsabgeordneter Großherzogtum Hessen
- Noack, Axel (* 1949), evangelischer Theologe, Altbischof
- Noack, Axel (* 1961), deutscher Geher und Trainer
- Noack, Barbara (1924–2022), deutsche Autorin
- Noack, Barbara (* 1944), deutsche Politikerin (SPD), MdBB
- Noack, Bernd (* 1958), deutscher Kulturjournalist und Theaterkritiker
- Noack, Carl (1873–1959), deutsch-sorbischer Maler
- Noack, Carl Franz (1855–1945), deutscher Architekt, Baubeamter, Bauingenieur, Stadtplaner
- Noack, Christian (1937–2018), deutscher Biophysiker, Autor, Regisseur und künstlerischer Leiter einer Gruppe von Amateur-Puppenspielern der Humboldt-Universität
- Noack, Cornelius (1935–2018), deutscher Physiker und Hochschullehrer in Bremen
- Noack, Detlef Michael (1925–2014), deutscher Fotograf, Kunsthistoriker und Hochschullehrer
- Noack, Dieter (* 1956), deutscher Fußballspieler
- Noack, Elisabeth (1895–1974), deutsche Musikwissenschaftlerin, Musikpädagogin, Kantorin, Musikverlegerin
- Noack, Else (1913–2001), deutsche Politikerin (SED), Oberbürgermeisterin von Frankfurt (Oder)
- Noack, Ernst (1861–1925), deutscher Zimmermeister und Landespolitiker (DVP)
- Noack, Erwin (1899–1967), deutscher Rechtsanwalt und nationalsozialistischer Funktionär
- Noack, Ferdinand (1865–1931), deutscher Klassischer Archäologe und Hochschullehrer
- Noack, Florian (* 1990), belgischer klassischer Pianist
- Noack, Franz (1901–1979), deutscher Politiker (KPD/SED), Widerstandskämpfer gegen das NS-Regime
- Noack, Fred (1931–2024), deutscher Offizier, zuletzt Generalleutnant der Bundeswehr
- Noack, Friedrich (1858–1930), deutscher Journalist und Kulturhistoriker
- Noack, Fritz (1890–1968), deutsch-israelischer Mediziner
- Noack, Fritz (1905–1939), deutscher Widerstandskämpfer gegen den Nationalsozialismus und Mitglied der KPD
- Noack, Gabriele (* 1949), deutsche Politikerin (CDU), MdVK
- Noack, Günther (1912–1991), deutscher Eiskunstläufer
- Noack, Hans-Georg (1926–2005), deutscher Kinder- und Jugendbuchautor
- Noack, Hans-Joachim (1940–2020), deutscher Journalist und Publizist
- Noack, Harald (* 1945), deutscher Politiker (CDU), MdL
- Noack, Harald (* 1949), deutscher Jurist, Verwaltungsbeamter und Politiker (SPD)
- Noack, Helene (1837–1913), deutsche Malerin
- Noack, Hermann (1895–1977), deutscher Philosoph
- Noack, Ilse (* 1886), deutsche Schriftstellerin und Politikerin (DNVP), MdL
- Noack, Johan Peter (1943–2021), dänischer Historiker und Archivar
- Noack, Johannes (1878–1942), deutscher evangelischer Pfarrer
- Noack, Julia A. (* 1975), deutsche Musikerin
- Noack, Juliane (* 2000), deutsche Volleyballspielerin
- Noack, Jürgen (* 1938), deutscher Kanusportler, Diplomsportlehrer und Lektor
- Noack, Karoline (* 1961), deutsche Altamerikanistin
- Noack, Klara (1873–1962), sozialdemokratische Politikerin
- Noack, Kurt (1888–1963), deutscher Botaniker
- Noack, Kurt (1893–1945), deutscher Komponist und Kapellmeister
- Noack, Lisa (* 1935), deutsche Gebrauchsgrafikerin
- Noack, Lothar (* 1945), deutscher Handballspieler
- Noack, Lothar (* 1950), deutscher Germanist
- Noack, Lothar (* 1953), deutscher Schwimmer
- Noack, Louisa (* 1984), deutsche Moderatorin, Reporterin, Sprecherin und Journalistin
- Noack, Ludwig (1819–1885), deutscher Philosoph und Theologe
- Noack, Ludwig (1947–1996), deutsch-sorbischer Politiker (DDR-CDU, CDU), MdV, MdL
- Noack, Marianne (* 1951), deutsche Gerätturnerin
- Noack, Mathias (* 1967), deutscher Schauspiellehrer, Schauspieler und Regisseur
- Noack, Max (1905–1971), deutscher Schauspieler
- Noack, Michael (* 1955), deutscher Fußballspieler
- Noack, Michael (* 1955), deutscher Zahnarzt
- Noack, Noe (* 1963), deutscher Leichtathlet, Radiomoderator, Musikjournalist, Radio-DJ und Musiklabelbetreiber
- Noack, Paul (1925–2003), deutscher Politikwissenschaftler und Journalist
- Noack, Peter (1937–2008), deutscher Brigadegeneral der Bundeswehr
- Noack, Peter (* 1957), deutscher Psychologe
- Noack, Philipp (* 1992), deutscher Schauspieler
- Noack, Ralf (* 1978), deutscher Kameramann und Bildgestalter
- Noack, Reinhard W. (1891–1951), deutscher Dialogregisseur und Dialogbuchautor
- Noack, Rüdiger (* 1944), deutscher Eishockeyspieler, trainer und -funktionär
- Noack, Rudolf (1913–1947), deutscher Fußballspieler
- Noack, Ruth (* 1964), deutsche Kunsthistorikerin
- Noack, Sabine (* 1974), deutsche Mezzosopranistin
- Noack, Sigrid (* 1947), deutsche Malerin und Grafikerin
- Noack, Theophil (1840–1918), deutscher Zoologe und Lehrer
- Noack, Traugott (1865–1941), deutscher Kunstgießer
- Noack, Ulrich (1899–1974), deutscher Historiker
- Noack, Ulrich (* 1942), deutscher Eishockeyspieler
- Noack, Ulrich (* 1956), deutscher Jurist und Professor an der Heinrich-Heine-Universität Düsseldorf
- Noack, Ursula (1918–1988), deutsche Kabarettistin, Schauspielerin und Chansonsängerin
- Noack, Ute (* 1943), deutsche Schwimmerin
- Noack, Ute (* 1961), deutsche Skilangläuferin und DDR-Dopingopfer
- Noack, Werner (1888–1969), deutscher Kunsthistoriker
- Noack, Willi, deutscher Fußballspieler
- Noack, Wolfgang (1951–2018), deutscher Schauspieler und Hörspielsprecher
- Noack, Yannick (* 1993), deutscher Koch
- Noack-Heuck, Lore (1901–1973), deutsche Kunsthistorikerin
- Noack-Ihlenfeld, Paul (1902–1962), deutscher Komponist und Pianist

### Noah
- Noah (* 1998), deutscher Rapper
- Noah Ahanda, Muriel (* 1982), kamerunische Sprinterin
- Noah, Alexander Oskar (1885–1968), deutscher Kunst- und Landschaftsmaler
- Noah, Daniel (* 1986), deutscher Schauspieler und Deejay
- Noah, Joakim (* 1985), US-amerikanisch-französischer BasketballspielerJoakim Noah (* 1985)

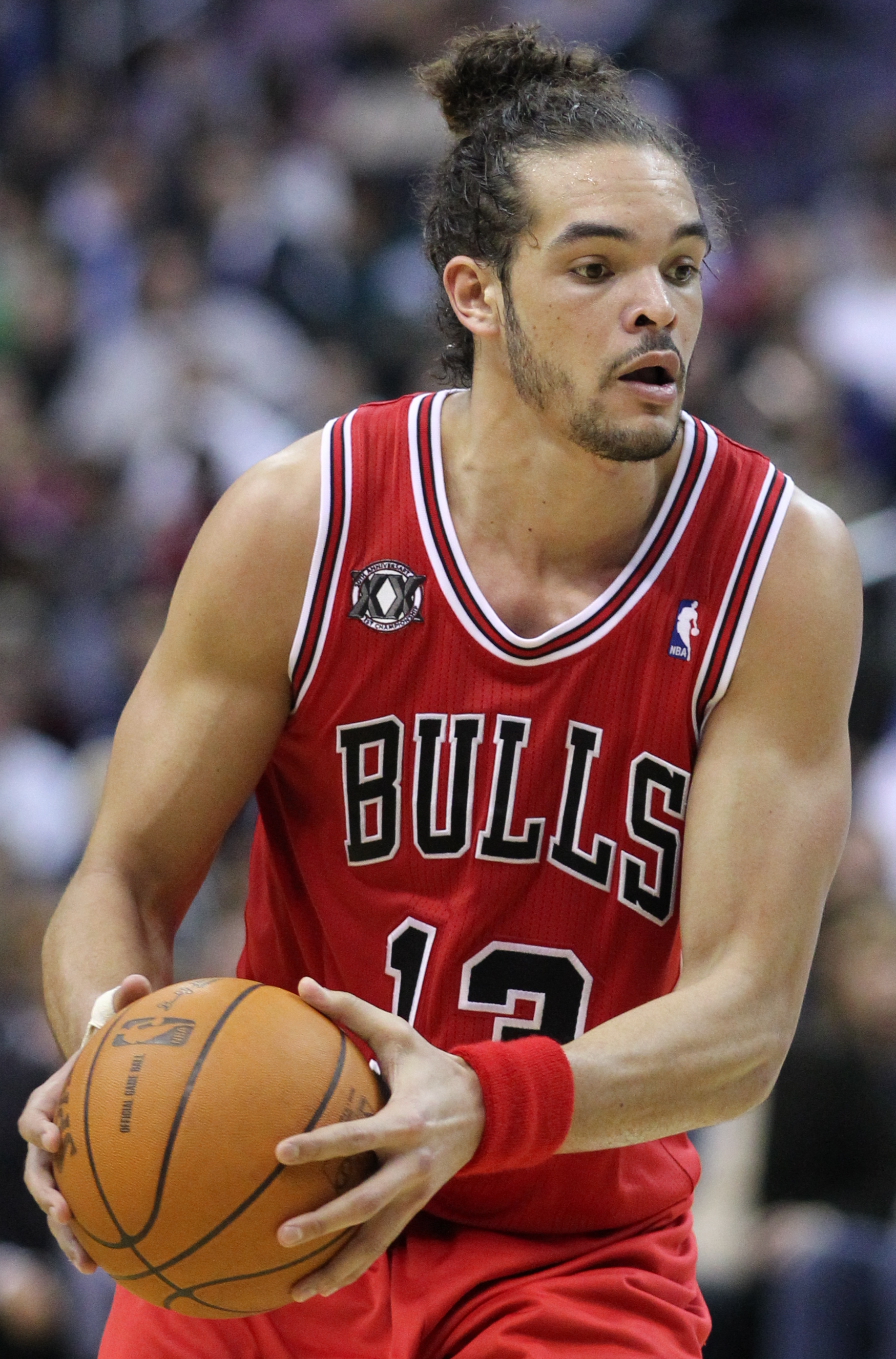
Joakim Noah (* 1985)

- Noah, John (1927–2015), US-amerikanischer Eishockeyspieler
- Noah, Mordechai Immanuel (1785–1851), US-amerikanisch-jüdischer Journalist, Publizist, Diplomat und Philanthrop
- Noah, Timothy (* 1958), US-amerikanischer Journalist
- Noah, Trevor (* 1984), südafrikanischer Komiker, TV- und Radiomoderator, Schauspieler und AutorTrevor Noah (* 1984)

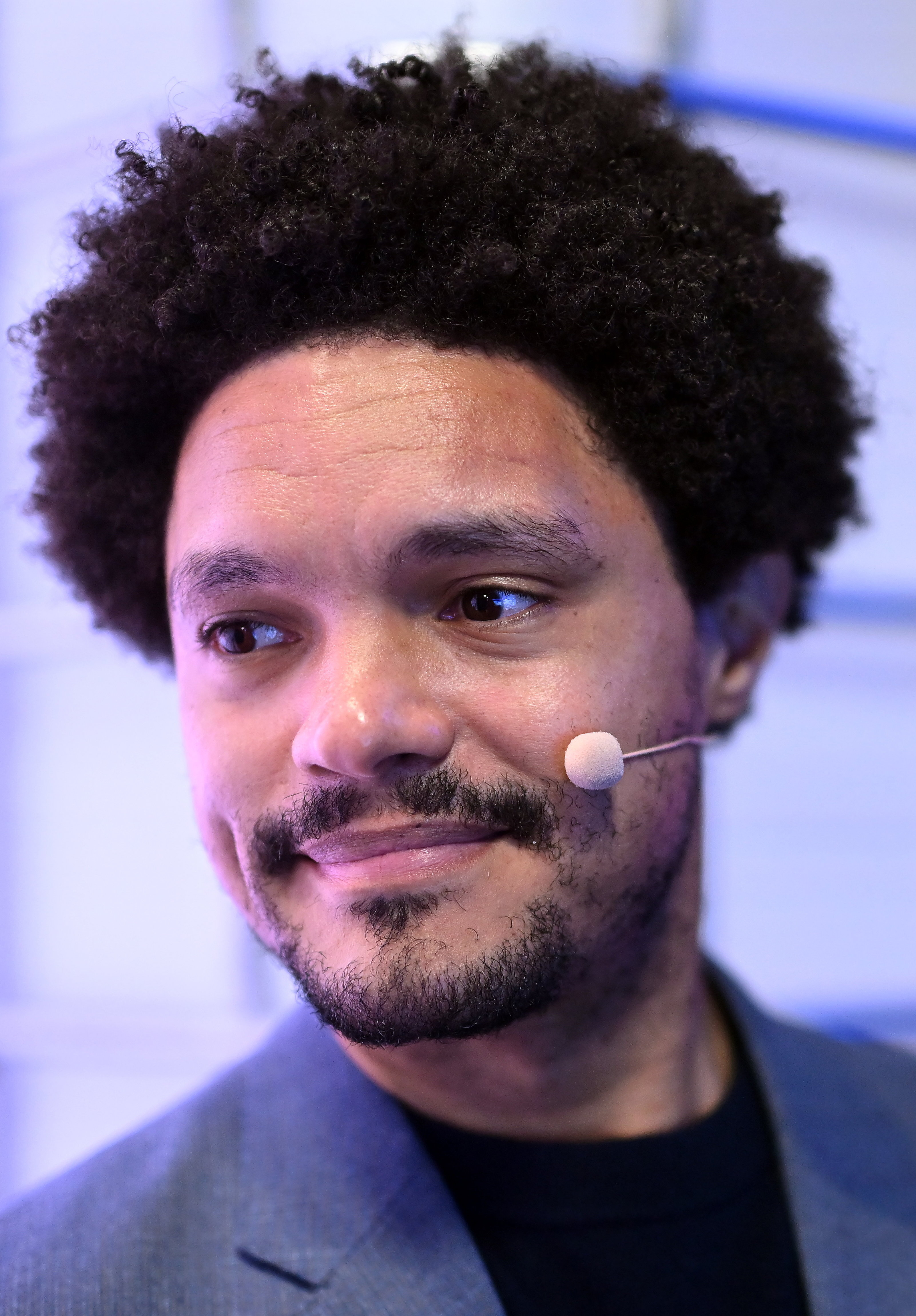
Trevor Noah (* 1984)

- Noah, Yannick (* 1960), französischer Tennisspieler und Sänger
- Noah, Zacharie (1937–2017), französisch-kamerunischer Fußballspieler
- Noahfinnce (* 1999), britischer Musiker und YouTuber

### Noai
- Noaillat, Marthe de (1865–1926), französische Katholikin, Aszetikerin und Vortragsrednerin
- Noailles de Mouchy, Philippe de (1715–1794), Marschall von Frankreich
- Noailles, Adrien-Maurice de (1678–1766), Marschall von Frankreich
- Noailles, Anna de (1876–1933), französische Lyrikerin und Schriftstellerin
- Noailles, Anne de († 1678), Gouverneur des Roussillon, Pair von Frankreich
- Noailles, Anne-Jules de (1650–1708), Marschall von Frankreich
- Noailles, Antoine de (1504–1562), französischer Adliger und Diplomat
- Noailles, Emmanuel Marie Louis de (1743–1822), französischer Diplomat
- Noailles, François de (1519–1585), französischer Botschafter in Konstantinopel
- Noailles, Louis de (1713–1793), Marschall von Frankreich
- Noailles, Louis-Antoine de (1651–1729), französischer Kardinal und Erzbischof von Paris
- Noailles, Louis-Marie de (1756–1804), französischer General, Geschäftsmann
- Noailles, Marie-Laure de (1902–1970), französische Schriftstellerin, Dichterin und Malerin; sowie Kunstmäzenin der Avantgarde-SzeneMarie-Laure de Noailles (1902–1970)

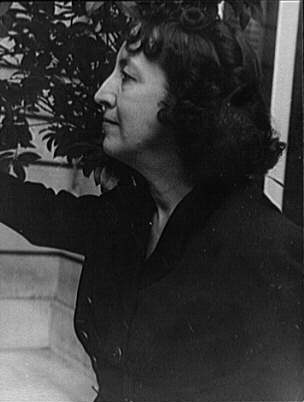
Marie-Laure de Noailles (1902–1970)

- Noailles, Paul de (1802–1885), französischer Staatsmann und Historiker
- Noailles, Paul-François de (1739–1824), französischer Naturforscher
- Noailles, Philippe-Louis-Marc-Antoine de (1752–1819), französischer Politiker
- Noailles, Pierre-Bienvenu (1793–1861), französischer katholischer Geistlicher und Ordensgründer

### Noak
- Noak, Alexander (* 1978), deutscher Politiker
- Noakes, George (1924–2008), anglikanischer Bischof
- Noakes, Sheila, Baroness Noakes (* 1949), britische Managerin und Politikerin
- Noakes, Tania (* 1974), britische Skilangläuferin und Biathletin
- Noakes, Vivien (1937–2011), englische Literaturwissenschaftlerin
- Noakowski, Stanisław (1867–1928), Architekt, Aquarellmaler, Hochschulprofessor

### Noal
- Noall, Patricia (* 1970), kanadische Schwimmerin

### Noam
- Noam, Gil (* 1950), US-amerikanischer Psychologe
- Noam, Vered (* 1960), israelische Hochschullehrerin, Professorin für Talmudstudien
- Nōami (1397–1471), japanischer Maler

### Noar
- Noar, Amanda (* 1962), britische Schauspielerin und Theaterschaffende

### Noat
- Noat-Notari, Roxane (1913–2004), monegassische Politikerin und Mitglied des Nationalrats